# I Want It All (album Warren G)
I Want It All è il terzo album in studio del rapper Warren G statunitense pubblicato il 12 ottobre del 1999.

## Descrizione
Il disco contiene molti più collaboratori rispetto ai 2 dischi precedenti del rapper, anche mostrando tematiche più gangsta rispetto ai suoi lavori precedenti, portando con le produzioni ad un'atmosfera tropicale e rilassata nella maggior parte dei brani dell'album

## Tracce
1. Intro – 0:37
2. Gangsta Love (feat. Kurupt, Nate Dogg and RBX) – 4:02
3. Why Oh Why (feat. Daz Dillinger and Kurupt) – 4:01
4. Dollars Make Sense (feat. Kurupt and Crucial Conflict) – 4:31
5. I Want It All (feat. Mack 10) – 5:07
6. Havin' Things (feat. Jermaine Dupri and Nate Dogg) – 3:00
7. You Never Know (feat. Snoop Dogg, Phat Bossi and reel Tight) – 3:44
8. My Momma (Ola Mae) – 4:33
9. G-Spot (feat. El DeBarge and Val Young) – 5:16
10. We Got That (feat. Eve, Drag-on and Shadow) – 3:46
11. Dope Beat – 3:19
12. World Wide Ryders (feat. Neb Love and K-Bar) – 3:57
13. Game Don't Wait (feat. Snoop Dogg and Nate Dogg) – 4:15
14. If We Give You a Chance (feat. Slick Rick, Phats Bossi and Val Young) – 4:13
15. I Want It All (Remix) (feat. Memphis Bleek, Drag-On and Tikki Diamond) – 4:14
16. Outro – 1:33

## Classifiche
| Classifica (1999) | Posizione massima |
| ----------------- | ----------------- |
| Francia           | 54                |
| Germania          | 82                |
| Stati Uniti       | 21                |